# Secrets of the Beehive
Secrets of the Beehive – czwarty album Davida Sylviana.

## Lista utworów
- „September” – 1:17
- „The Boy With the Gun” – 5:19
- „Maria” – 2:49
- „Orpheus” – 4:51
- „The Devil's Own” – 3:12
- „When Poets Dreamed of Angels” – 4:47
- „Mother and Child” – 3:15
- „Let the Happiness In” – 5:37
- „Waterfront” – 3:23

bonusy:
- „Forbidden Colours” (Ryuichi Sakamoto/Sylvian) – 6:01
- „Promise” – 3:28 (tylko w Japonii)

## Muzycy
- David Sylvian – gitara, klawisze, wokal
- Ryuichi Sakamoto – fortepian
- Steve Jansen – perkusja
- David Torn – gitara
- Danny Thompson – gitara basowa
- Danny Cummings – perkusja
- Phil Palmer – gitara
- Mark Isham – flugelhorn
- Brian Gascoigne – aranżacja i miksowanie
- Ann O'Dell – miksowanie